# Villatoro
Villatoro è un comune spagnolo di 234 abitanti situato nella comunità autonoma di Castiglia e León.